# Polyrhachis arcuata
Polyrhachis arcuata is een mierensoort uit de onderfamilie van de schubmieren (Formicinae). De wetenschappelijke naam van de soort is voor het eerst geldig gepubliceerd in 1842 door Le Guillou.